# Hakeem Kae-Kazim
Hakeem Kae-Kazim (né le 1er octobre 1962) est un acteur britannico-nigérian. Il est notamment connu pour avoir interprété Georges Rutaganda dans le film Hotel Rwanda en 2004, ainsi que le docteur Awolowa Odusami dans le film de science fiction Phénomènes paranormaux. Il a également participé à la série 24 heures chrono lors de la saison 7, dans le rôle du colonel Iké Dubaku.

## Biographie
Il incarne Mr Scott dans la série télévisée Black Sails

## Filmographie

### Acteur

#### Cinéma
- 1999 : After the Rain : Bingo
- 1999 : The Secret Laughter of Women : Dr. Ade
- 2002 : Global Effect : Satto
- 2003 : Citizen Verdict : Boniface Thiberge
- 2003 : God Is African : Femi
- 2003 : The Sunflower : Makabos
- 2004 : Critical Assignment : Jomo
- 2004 : Hôtel Rwanda : George Rutaganda
- 2005 : Othello: A South African Tale : Iago
- 2005 : Out on a Limb : D.I.Edwards
- 2005 : Slipstream : Runson
- 2006 : The Front Line : Erasmus
- 2007 : Big Fellas : Ray Whitehead
- 2007 : Othello : Iago
- 2007 : Pirates des Caraïbes : Jusqu'au bout du monde : Capitaine Jocard
- 2007 : The Jinn : Ahmad
- 2008 : Tony 5 : Prêcheur
- 2009 : Attack on Darfur : Capitaine Jack Tobamke
- 2009 : Phénomènes paranormaux : Awolowa Odusami
- 2009 : X-Men Origins: Wolverine : African Businessman
- 2010 : Inale : Odeh
- 2011 : Black Gold : Dede
- 2011 : CIS: Las Gidi : Commander Mohammad
- 2011 : Inside Story : Valentine
- 2011 : Man on Ground : Ade
- 2012 : Black November : Dede
- 2012 : Dernier Vol pour Abuja : Adesola
- 2013 : Half of a Yellow Sun : Capitaine Dutse
- 2016 : Daylight's End : Chris
- 2016 : Dias Santana : Obi Mukwa
- 2017 : 24H Limit : Amahle
- 2017 : Bypass : Dr. Chris Moanda
- 2018 : Chasing the Rain
- 2018 : Comatose
- 2018 : Cracka
- Date inconnue : Girl Soldier
- 2023 : Nganù

#### Courts-métrages
- 2009 : The One Last Time
- 2010 : Faith and Dreams
- 2012 : The American Failure
- 2015 : The Boy

#### Télévision

##### Séries télévisées
- 1987 : The District Nurse : Ademola
- 1988 : The Bill : Kuzalo
- 1989 : Saracen : Bazantsi
- 1991 : Screen One : Jerome
- 1993 : Runaway Bay : Henry Ornette
- 1994 : Grange Hill : Mr. Manyeke / Mrs. Manyeke / Mr. Manyeko
- 1994 : Love Hurts (en) : Desmond Matankube
- 1996 : Ellington : Tommy Knight
- 1996 : Testament: The Bible in Animation : Ham
- 1997 : Scotland Yard, crimes sur la Tamise : D.C. Cranham / DC Cranham
- 1997 : Les Aventures de Sinbad : Ali Rashid
- 2003 : Les Contes de Canterbury : Yasouf
- 2004 : Allan Quatermain et la Pierre des ancêtres : Twala
- 2004 : Human Cargo : Youssef
- 2004 : Mazinyo Dot Q : Charles
- 2005 : Triangle: Le Mystère des Bermudes : Saunders
- 2006 : Lost : Les Disparus : Emeka
- 2007 : Cane : Tommy
- 2007 : New York, unité spéciale : Chuckwei Bothame (saison 9, épisode 10)
- 2008 : Ben 10: Alien Force : Connor
- 2009 : 24 Heures chrono : Colonel Iké Dubaku
- 2010 : Avengers : L'Équipe des super-héros : T'Chaka
- 2010 : Human Target : La Cible : Andre Markus
- 2011 : Esprits criminels : Julio Ruiz
- 2011 : Generator Rex : Ghrun Set
- 2011 : NCIS : Los Angeles : Abdul Habassa
- 2012 : Covert Affairs : Somali Pirate
- 2012 : Strike Back : Sulaimani
- 2014 : Gotham : Richard Gladwell
- 2014 : State of Affairs
- 2014-2016 : Black Sails : Mr. Scott
- 2015 : Dominion : The Prophet
- 2016 : Racines : Samson
- 2016 : Scorpion : President Desta Rahal
- 2016 : Vixen : Benatu Eshu
- 2017 : Dragons: Race to the Edge : Krogan / Drago / Voix additionnelles
- 2017 : MacGyver : Solomon
- 2017-2018 : Dynastie : Cesil Colby
- 2017-2018 : Troie : La Chute d'une cité : Zeus
- 2024 : Twilight of the Gods : Baldr (voix - 4 épisodes)

##### Téléfilms
- 1992 : Double Vision : Barman (en tant que Hakeem Kae Kazim)
- 1995 : Hidden Empire: A Son of Africa : Equiano
- 2000 : Animated Epics: Moby Dick : Queequeg (voix)
- 2000 : La Rose des sables : Raad (en tant que Hakeem Kae Kassim)
- 2006 : Les Aventures de Flynn Carson : Le Trésor du roi Salomon : Jomo
- 2008 : 24 : Colonel Ike Dubaku
- 2016 : E&N with Ed Neusbit: The Awards Special : Idris Elba
- 2017 : Vixen: The Movie : Benatu Eshu (voix)

### Producteur

#### Cinéma
- 2003 : God Is African
- 2011 : Black Gold
- 2011 : Man on Ground
- 2012 : Black November
- 2017 : Bypass
- 2018 : Comatose
- Date inconnue : Yefon